# 豪特島
49°22′S 69°54′E / 49.367°S 69.900°E

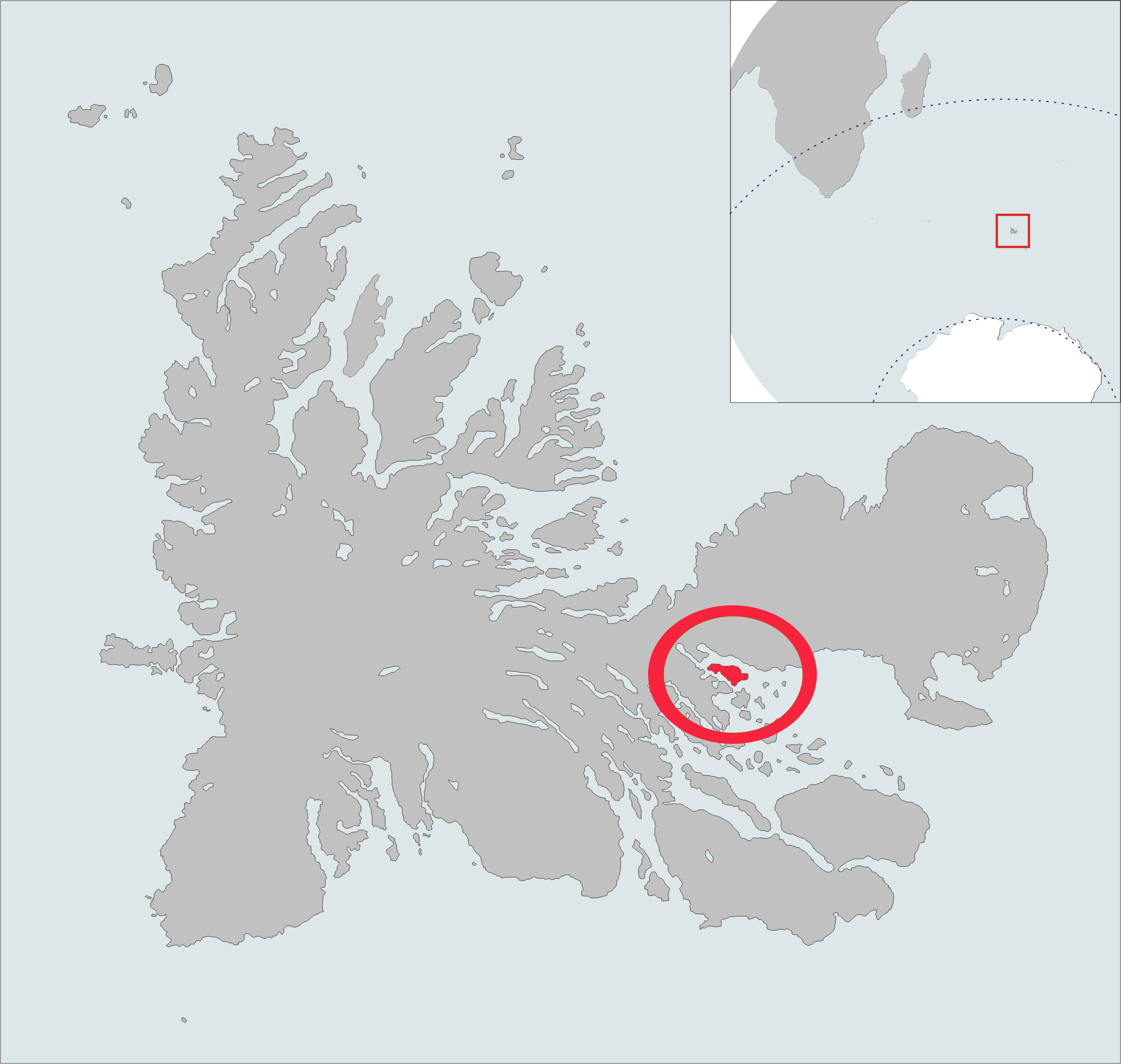

豪特島（法語：Île Haute），是南極洲的島嶼，屬於凱爾蓋朗群島的一部分，由法屬南部領地負責管轄，長6公里、寬2公里，最高點海拔高度321米，島上無人居住。